# Велимир Милошевић (песник)
Велимир Милошевић (Верићи, код Пећи, 15. фебруар 1937 – Сарајево, 2004) био је српски песник и књижевни критичар.

## Биографија
Потиче из сиромашне сељачке породице која се између два светска рата са Цетиња доселила у Метохију. Основну школу завршио је у родном месту, нижу гимназију у Истоку (1951), а гимназију и југословенску књижевност на Филозофском факултету у Сарајеву. Радио је на Радио Сарајеву (1961), најпре као уредник у Културној редакцији, а потом прешао (1962) у новопокренути лист "Сарајевске новине" (касније "Вечерње новине"), као сарадник у Културној редакцији. По одслужењу војног рока (1963/64) једно време радио је као референт за културу у Републичком секретаријату за културу БИХ, а онда прелази за уредника омладинске библиотеке "Пингвин" у Издавачком предузећу "Веселин Маслеша" (1965). Касније се враћа у Радио Сарајево где уређује дечје емисије.
Књижевним радом почео је да се бави 1957. године, када је објавио прву песму "Немири" у сарајевском листу "Ријеч младих". Сарадњу је потом наставио у низу листова и часописа који су излазили у тадашњој Југославији. Поред поезије, писао је и књижевну критику и преводио с руског језика. Написао је и сценарио за документарни филм о поезији Мака Диздара "Балада о каменом спавачу" (1966), који је екранизован и приказиван на РТ Сарајеву. Написао је, такође, и објавио сценарија за документарне филмове о Алекси Шантићу, Скендеру Куленовићу, Хамзи Хуми и другим писцима. На његове стихове компоновали су музику Есад Арнауталић ("Дјеца су војска најјача", "У априлу"), Слободан Вуковић ("Срце оловке") и Димитриј Џамбасов ("Два плава континента"). Превођен је на руски, француски, италијански, мађарски, пољски, чешки, бугарски, албански, турски, македонски и словеначки језик.

## Збирке песама
- Испод грања и звијезда, заједничка збирка песама са Славком Шантићем и Мирославом Милиновићем, Сарајево, 1961,
- Беле молитве, Сарајево, 1961,
- Светковине, Сарајево, 1964,
- Море које пева, Крушевац, 1965,
- Излазак сунца, Сарајево, 1966,
- Кула светиља, Сарајево, 1968,
- Небески виногради, Сарајево, 1971,
- Лирика, изабране песме, Сарајево, 1971,
- Доба лирике, 1977,
- Вечно лето, 1982,
- Сунчева дјеца, 1985,
- Водићу те на Цетиње, 1989,
- Венац од пелина, Сарајево, 1991,
- Преко срушеног моста, Сарајево, 2002,
- Ово је Балкан, драга, избор из Балканске трилогије, Библиотека града Сарајева, Сарајево, 2004,

## Збирке песама за децу
- Звјездарница, Сарајево, 1973,
- Берачи росе, Сарајево, 1975,
- Крилата цвећарница, Сарајево, 1975,
- Дјеца су војска најјача,
- Дјеца грле домовину,
- Велико сањарење,
- Прстен од неба,
- На часу љубичастом,
- Заљубљена читанка,
- Златна књига дјетињства,
- Нацртај ми кућу, тата,
- У Свијету правде дјечје.
- Црна Гора

## Огледи
- Златна књига детињства, Сарајево, 1975,

## Преводи
- Празник (избор из поезије на македонски превели В. Урошевић и П. Бошковски), Скопље, 1975,

## Награде
- Годишња награда Удружења књижевника БиХ, 1965,
- Награда Свјетлост Сарајево, 1965
- Награда Змајевих дечјих игара, 1984,
- Златна струна, Смедерево, 1986.
- Награда Јасеновац, 1986. и 1991,
- Двадесетсемојулска награда БиХ, 1987.